# Kyle Naughton
Kyle Naughton, né le 17 novembre 1988 à Sheffield, est un footballeur anglais qui évolue au poste de défenseur.

## Biographie
Après avoir été formé à Sheffield United depuis ses sept ans, Kyle Naughton a signé chez les Spurs le 22 juillet 2009 en même temps que son ancien coéquipier, Kyle Walker.
Il fait ses débuts officiels sous le maillot de Tottenham Hotspur FC lors du match contre West Ham United, le 23 août 2009. Le 31 janvier 2010, il est prêté pour la fin de saison à Middlesbrough.
Kyle Naughton est également membre de l'Équipe d'Angleterre espoirs de football avec qui il a fait ses débuts contre la République tchèque le 18 novembre 2008.
Le 22 janvier 2015, il rejoint Swansea pour trois ans et demi.

## Distinction personnelle
- Membre de l'équipe-type de Championship en 2011[1].